# Лангар (на реке Пяндж)
Лангар (дари لنگر) — кишлак на северо-востоке Афганистана, в вилаяте (провинции) Бадахшан. Входит в состав района Вахан.

## Географическое положение
Лангар расположен на северо-востоке Бадахшана, в высокогорной местности, на левом берегу реки Пяндж, вблизи государственной границы с Таджикистаном, на расстоянии приблизительно 125 километров к востоку-юго-востоку (ESE) от города Файзабада, административного центра вилаята. Абсолютная высота — 2655 метров над уровнем моря. Ближайшие населённые пункты — кишлак Саршхавр (выше по течению Пянджа), кишлак Шхавр (ниже по течению Пянджа).

## Население
В национальном составе преобладают ваханцы.